# Rhinolophus euryale
Rhinolophus euryale là một loài động vật có vú trong họ Dơi lá mũi, bộ Dơi. Loài này được Blasius mô tả năm 1853.

## Hình ảnh

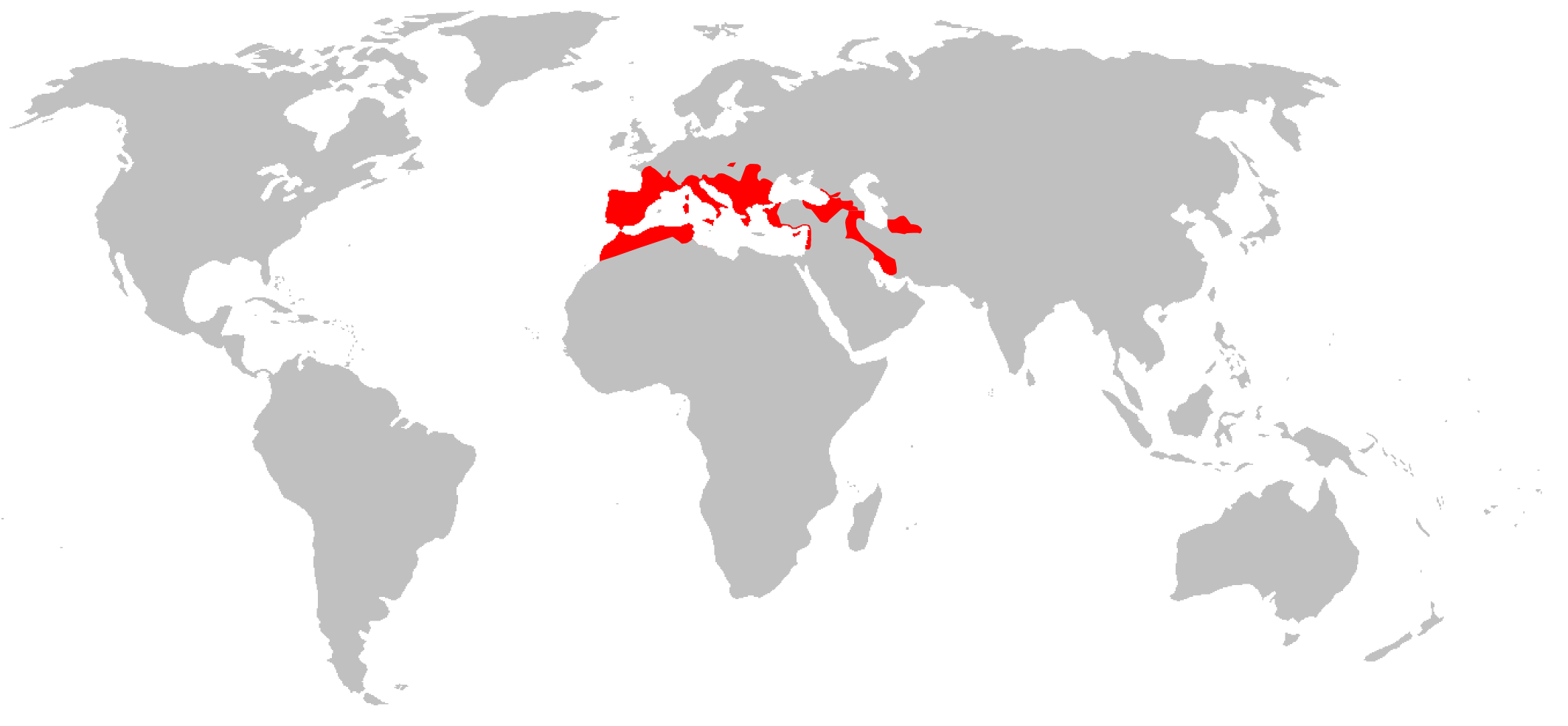